# Економіка Бахрейну
Бахрейн — одна з найбільш розвинених країн Близького Сходу, має відкриту економіку. З кінця 20-го століття, країна вклала значні кошти в банківську систему та туризм. У столиці країни, Манамі, знаходяться материнські компанії багатьох великих фінансових структур. Фінансова індустрія Бахрейну — дуже успішна. У 2008 році Бахрейн був названий фінансовим центром, найшвидшим за зростанням (відповідно до Індексу світових фінансових центрів). Банківський та фінансовий сектори Бахрейну, особливо ісламський банкінг, отримали вигоду з регіонального зростання, обумовленого попитом на нафту. Найбільше з Бахрейну експортується нафти, на яку припадає 60 % експортної виручки, 70 % державних доходів, і 11 % ВВП. Алюміній є другим найбільш експортованим продуктом. Далі — експорт фінансів і будівельних матеріалів.
Відповідно до Індексу економічної свободи, складеного у 2011 році, Бахрейн має найбільш вільну економіку на Близькому Сході та у Північній Африці і є десятою вільною економікою у світі. Альтернативний індекс, опублікований Інститутом Фрейзера, ставить Бахрейн на 44 місце разом із 7 іншими країнами. Економіка Бахрейну визнана Світовим банком як економіка з високим рівнем доходів.

## Історія розвитку економіки
Бахрейн відомий з античних часів як центр торгівлі. В оазах селяни вирощували фінікову пальму та інші плодові, а також кормові культури та овочі, розводили овець, кіз, велику рогату худобу і курей. Населення займалося будівництвом однощоглових суден і видобутком перлин.
Проте всі ці види господарської діяльності відійшли на задній план після того, як в 1932 в Бахрейні була знайдена нафта і почалася експлуатація нафтових родовищ. У 1935 був побудований перший нафтопереробний завод. Пік видобутку нафти припав на 1970—1972, однак до початку 1980-х років її запаси сильно виснажилися (в даний час складають не більше 27 млн т) і обсяг видобутку знизився. У середині 1990-х років був запущений новий нафтопереробний комплекс (по продуктивності займає 2-е місце на Середньому Сході), на якому переробляється імпортна нафта, що надходить по підводному трубопроводу з Саудівської Аравії. Видобуток і переробка нафти забезпечують 60 % валютних надходжень від зовнішньоторговельних операцій, 60 % державного бюджету і 30 % ВВП.
Як опорний пункт транзитної торгівлі в Затоці Бахрейн має настільки ж довгу історію, як і в ролі одного з осередків перлового промислу. До відкриття нафти доходи, пов'язані з транзитним обслуговуванням вантажів, становили основу надходжень до бюджету держави. Шість країн (Бахрейн, Катар, Кувейт, Оман, ОАЕ, Саудівська Аравія), з 1981 р. об'єднаних у Раду співробітництва арабських держав Перської затоки (РСАДПЗ), які становлять суть поняття «Затока», займають особливе місце на економічній і, як наслідок, політичній карті світу. Це місце визначається концентрацією тут найвищої пропорції запасів вуглеводневої сировини планети (46 %) при майже 20 — % частці в світовому нафтовидобутку. Регіон є не тільки головним постачальником енергоносіїв, а й найбільшим джерелом фінансових ресурсів для зони ОЕСР (Організація економічного співробітництва та розвитку, що об'єднує, по термінології ООН, промислово розвинені країни з ринковою економікою).
У 1925 р. англійська компанія «Істерн енд Дженерал Сінді — кейт Лімітід» отримала нафтову концесію на Бахрейні. 1 серпня 1930 після п'ятирічних зусиль їй вдалося підписати угоду з фірмою-оператором, яким стала спеціально заснована для цього «Бахрейн Петролеум Компані» (БАПКО) зі 100-відсотковим американським капіталом і штаб-квартирою в Канаді. Наскільки відомо, це був перший випадок подібного вторгнення американців до сфери інтересів Британії в зоні Перської
Перша нафта в Аравії була виявлена в 1932 р. і стала добуватися в 1936 р. в Бахрейні. Це що завжди буде відрізняти цю країну в історичній ретроспективі Затоки. Обставини економічного, соціального, психологічного порядку зіграли свою роль у тому, що в Манамі вже на ранньому етапі прийшло усвідомлення необхідності надати більш різноманітну структуру народному господарству. Поряд з, так би мовити, стандартними кроками в бік індустріалізації Бахрейн з успіхом задіяв свій досвід і національні особливості на інших напрямах. Особливу увагу було приділено найбільш прогресивним з економічною та соціально- історичної точок зору секторам. У результаті країна, зокрема, стала визнаним лідером у Затоці у банківсько-фінансовій сфері, в галузі телекомунікацій.
Дві названі галузі були по суті справи єдино значущими секторами господарства в «донафтову еру».

## Загальний огляд економіки
Бахрейн має багато великих фінансових установ і відомий як ділова столиця затоки. З його високорозвиненими комунікаційними і транспортними засобів, Бахрейн є центром для численних транснаціональних компаній з бізнесом в Перській затоці. Значна частка експорту складається з нафтопродуктів, виготовлених з імпортної сировини. Бахрейн також має значні обсяги виробництва алюмінію. Безробіття, особливо серед молоді, і виснаження як нафти, так і підземних водних ресурсів є основними довгостроковими економічними проблемами.
Бахрейн є найпотужніших міжнародних фінансових центрів і, зокрема, офшорним фінансовим центром. Банківський сектор займає 2-ге місце в економіці країни, забезпечуючи близько 20 % ВВП королівства. Центральне місце в структурі фінансово-кредитної системи займає Центральний банк Бахрейну. У 2001 році фінансова система Бахрейну включала в себе: 19 комерційних банків (у тому числі 2 спеціалізованих), 13 ісламських банків, 48 офшорних банків, 33 інвестиційних банку, 36 представництв, 5 брокерських агентств, 19 обмінних пунктів. У 2001 їх загальний оборот склав 102 700 млрд дол США, з них 88 370 млрд дол США припадало на офшорні банки, 3883 млрд дол США на комерційні банки, 4034 млрд дол США на інвестиційні банки. Бахрейн є провідним центром ісламського банкінгу на Середньому Сході.
Розвиток Бахрейну як головного фінансового центру Близького сходу зумовлений потужною диверсифікацією виробництва в країні. Міжнародні фінансові інститути працюють в Бахрейні без перешкод. У 2001 році Центральний банк Бахрейну випустив 15 нових ліцензій. Понад 100 офшорних підрозділів та представництв сьогодні розташовані в Бахрейні, а також 65 американських фірм.
Міжнародний аеропорт Бахрейну є одним з найжвавіших в Перській затоці, маючи 22 перевізника. Сучасний порт пропонує постійні перевезення в США, Європу і на Далекий Схід. До міжнародно визнаних компаній Бахрейну належить «Investcorp» — фірма венчурного капіталу, зв'язок якої приписують до Gucci.
У 2008 році Фондовий ринок капіталізації лізингових компаній в Бахрейні Світовим банком був оцінена в $ 21176 млн. Бахрейн, як правило, це країна, яка відкрита для створення унікальної економіки, яка швидко зростає і відкрита для всіх з можливостями ведення бізнесу.

### Динаміка макроекономічних показників
Тенденція валового внутрішнього продукту Бахрейну за ринковими цінами, розрахована Міжнародним валютним фондом в мільйонах бахрейнських динар.
| Рік  | Співвідношення 1 Амер.долар/Дінар | ВВП   | Індекс інфляції (2000=100) |
| ---- | --------------------------------- | ----- | -------------------------- |
| 1980 | 0,37                              | 1,158 | 79                         |
| 1985 | 0,37                              | 1,375 | 97                         |
| 1990 | 0,37                              | 1,703 | 94                         |
| 1995 | 0,37                              | 2,199 | 100                        |
| 2000 | 0,37                              | 2,996 | 100                        |
| 2005 | 0,37                              | 4,859 | 104                        |

Середня заробітна плата склала 19,81 дол. США за людино-годину в 2009 році.

### Платіжний баланс
Сальдо поточних рахункових операцій Бахрейну характеризується надлишком в торгівлі товарами і міжнародними послугами, а також великий дефіцит в односторонніх переказах, які пов'язуються з відправкою частини зароблених коштів приїжджою робочою силою в їхні рідні країни. У 2003 та 2004 роках платіжний баланс був покращений у зв'язку із зростанням цін на нафту і збільшенням надходжень від сектора послуг. У результаті сальдо рахунку поточних операцій зареєстрований надлишок 219000000 доларів США в 2003 році і з профіцитом 442 млн дол США в 2004 році, порівняно з дефіцитом у 35 млн дол США в 2002 році. Валові міжнародні резерви Бахрейну істотно зросли в 2004 році до 1,6 млрд дол США, в порівнянні з 1,4 млрд дол США протягом попередніх трьох років.

### Диверсифікація економіки
Незважаючи на те, що у 1980-х роках ВВП на душу населення скоротився на 2,4 %, в 1990-х він підріс до 36 % в результаті успішних ініціатив з диверсифікації економіки. Це пов'язано з економічною лібералізацію задля диверсифікації економіки від своїх обмежених поставок нафти. На відміну від своїх сусідів по Перській затоці, Бахрейн має невелике нафтове багатство і економіка «розширилася» в банківській сфері, важкій промисловості, роздрібній торгівлі та туризмові. Королівство Бахрейн є основним банківським центром для Перської затоки та центром для ісламських фінансів із залученням сильної нормативної бази для галузі. За оцінкою Міжнародного валютного фонду стабільності фінансової системи в Бахрейні, опублікованою 6 березня 2006 року, економіка Бахрейну характеризується так: «Фінансова система нині має високі показники розвитку за сприятливих обставин, і, ймовірно, це стане причиною подальшого загального зростання. Основний ризик, пов'язаний з потенційним „перегрівом в економіці“ регіону існує, але система, очікується, повинна бути стійкою до можливих потрясінь…. Подальше розширення ісламського фінансового сектора, розвиток житлового фінансування, і поглиблення ринків цінних паперів мають важливе значення для майбутнього зростання фінансової системи Бахрейну. У банківському та страховому секторах, в кінцевому рахунку, має відбутися консолідація сил».
У 2005 році у Бахрейні підписано Угоду між США і Бахрейном про вільну торгівлю. Таким чином, Бахрейн став першою країною Перської затоки, яка підписала таку двосторонню торговельну угоду із США. Сьогодні відбувається масштабна програма з приватизації ключових державних активів: комунальні послуги, банки, фінансові послуги і телекомунікації почали приходити під контролем приватного сектора.
Згодом економіка почала отримувати додаткові доходи, отримані в регіоні завдяки стійких високих ціни на нафту з 2002 року. У січні 2006 року Економічна і соціальна комісія ООН для Західної Азії назвала Бахрейн найбільш швидко зростаючою економікою в арабському світі.
У період з 1981 по 1993 рік державні витрати Бахрейну збільшилися на 64 %. За цей же час державні доходи збільшилися лише на 4 %. Бахрейн отримав значну бюджетну підтримку та субсидії на проекти з Саудівської Аравії, Кувейту та Об'єднаних Арабських Еміратів. Уряд використав свої скромні доходи від продажу нафти, щоб побудувати розвинену інфраструктуру транспорту та зв'язку.
Бахрейн використав ситуацію з нафтовим бумом з 2001 року, і отримав економічне зростанням в 5,5 %. До цього вдалося залучати інвестиції від інших країн Перської затоки та використовував доходи «нафтового буму» 1970-х років. З 80-х років Бахрейн почав інвестувати в розвиток інфраструктури та інші проєкти з поліпшення рівня життя, охорони здоров'я, освіти тощо.
У рамках своїх зусиль зі створення сучасної економіки, Бахрейн ініціював серію трудових реформ під егідою міністра праці Маджид Аль Алаві, щоб привести ринок праці у відповідність з міжнародними стандартами.
Бахрейн має намір розширити свою індустрію високих технологій, вкладати інвестиції в наукові дослідження і розробки, а також посилити свої конкурентні переваги в рамках глобальної економіки. У 2006 році було оголошено, що Бахрейн створює науково-технологічний парк.

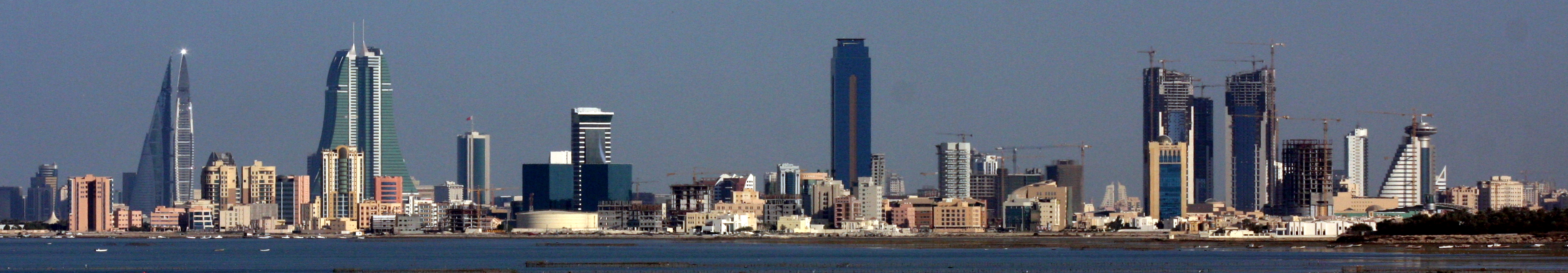
Манама, столиця Бахрейну

### Оподаткування
Місцеве оподаткування та іноземні закони однаково співмірні в Бахрейні, а іноземні інвестори повинні відповідати тим же вимогам та законодавству як і місцеві компанії.
Нафтові і газові компанії мають сплачувати податок 46 відсотків на дохід, отриманий від продажу вуглеводнів і похідних продуктів. Прибуткового податку в Бахрейні немає.
Роботодавці та працівники повинні сплачувати внески на соціальне страхування наступним чином:
- на допомогу пенсіонерам, інвалідам і сім'ям, що втратили годувальника: для резидентів Бахрейну роботодавці платять 10 % від зарплати, працівники — 5 % від зарплати; для нерезидентів Бахрейну — роботодавці платять 3 % від суми зарплати працівника.
- на допомогою з безробіття: з 1 червня 2007 року всі зарплати оподатковуються у 2 %, сплачені порівну між роботодавцем і працівником, які у відношенні як громадян і негромадян країни і доповнені урядовим вкладом 1 %. Це робить Бахрейн першою з країн Перської затоки, що реалізує схему інтерфейсу.

## Промисловість
Нафта і природний газ є єдиними значущими природними ресурсами в Бахрейні. Через обмеженість запасів, Бахрейн працював над тим, щоб диверсифікувати свою економіку за останнє десятиліття. На сьогодні видобуток нафти у Бахрейні стабілізувалася приблизно до 40 тисяч барелів (6400 м³) в день, заповнюючи резерви, і в таких обсягах видобуток триватиме від 10 до 15 років.
Країна має незначні запасами нафти, які знаходяться на межі виснаження. Нині галузь повністю контролюється нафтогазовим держконцерном «Бахрейн Петролеум Ко» (БАПКО). Нафтопереробний завод державного концерну був збудований в 1935 році, має потужність переробки близько 250 000 барелів (40 000 м³) в день, і є першим заводом, який побудували у Перській затоці. У 1980 році відбувся продаж 60 % НПЗ у державну власність компанії «National Oil Company». На сьогодні американська компанія «Caltex» володіє 40 % акціями підприємства. Саудівська Аравія забезпечує більшу частину нафти для роботи НПЗ по трубопроводу. Бахрейн також отримує більшу частину чистої продукції і доходи від «Abu Saafa» — офшорного родовища Саудівської Аравії.
Крім нафти, Бахрейн має величезні запаси природного газу. У Бахрейні працює національна газова компанія, яка займається зрідженням газу. Підприємство використовує газ, який надходить по трубах безпосередньо з родовищ Бахрейну. Запасів газу повинно вистачити приблизно на 50 років при нинішніх темпах споживання.
Серед інших галузей промисловості широкий розвиток отримали алюмінієва (працює на австралійському глиноземі) і суднобудівна промисловості. Бахрейнський алюмінієвий комбінат «АЛБА» — одне з найбільших підприємств з виробництва алюмінію в світі, його виробнича потужність — 509 тис. т на рік. Також є підприємства з обробки залізної руди, виробництва сталі, суднобудування і судноремонту.
«The Gulf Petrochemical Industries Company (GPIC)» є спільним підприємством з нафтохімічної промисловості Кувейту, Саудівської Аравії і уряду Бахрейну. Завод, побудований в 1985 році, виробляє аміак, метанол і карбамід на експорт.
Судноремонтна промисловість країни представлена Арабською суднобудівною та судноремонтною компанією (ASRY). У Бахрейні функціонує найбільший в світі сухий док, який здатний приймати супертанкери водотоннажністю 500 тис. тон. Ведеться перловий промисел, який в даний час фактично наданий самому собі.

## Туризм
Бахрейн відвідують понад 8 мільйонів туристів на рік. Більшість з них — жителі сусідніх арабських країн. Однак зростає і число туристів з-за меж регіону.
Їх приваблює історична спадщина країни, а також репутація сучасної та ліберальної держави. Королівство об'єднує арабську культуру, блиск затоки і археологічна спадщина п'яти тисяч років цивілізації. Великого значення набуває іноземний туризм. У Бахрейні будують перший мусульманський Діснейленд (парк розваг). У створення Діснейленду буде вкладено близько $ 8 млрд. На думку експертів, парк стане серйозним конкурентом подібних місць в Парижі, Гонконзі і Токіо.
Міжнародний автодром використовується для гонок Формула-1 та ін. Траса вартістю $ 150 млн була побудована до Гран-прі Бахрейну 2004 року. Доходи від проведення Гран Прі Формули 1 досягають $ 500 млн щорічно. За кілька тижнів до початку Гран При і після його проведення відбувається зростання місцевої економіки. Багато в чому це пов'язано з тим, що на гонку приїжджає багато туристів з країн Близького Сходу та решти світу.
Навколо траси створена відповідна інфраструктура, побудовані готелі, а зараз ведеться будівництво виставкового центру. Автодром використовується практично цілий рік — проводяться фестивалі, місцеві гоночні чемпіонати, дрег-рейсинг — все це робить позитивний вплив на економіку.
Туризм в Бахрейні на підйомі — 2007 рік став рекордним для туріндустрії країни на 15 % перевищивши показник минулого року. Також в 2011 в країну і регіон хлинули нові інвестиційні потоки. У найближчі три роки за інформацією Reed Exhibitions в Бахрейні, ОАЕ, Кувейті, Омані та Катарі буде побудовано 174 нових готелі на 48940 номери. Велика частина цих готелів будуть п'ятизірковими. У самому Бахрейні відкриються 15 готелів на 3615 номерів. Згідно з даними Всесвітньої Туристичної Організації, туризм — одна з найбільш швидко розвиваються галузей регіону. До 2020 року на Близький Схід буде приїжджати 68,5 млн туристів щорічно.

## Основні економічні показники
| Торгові організації                    | ОПЕК, РСАДПЗ(Рада співробітництва Арабських держав Перської затоки)                                                                                       |
| -------------------------------------- | --- |
| Валюта                                 | Бахрейнський динар |
| ВВП                                    | $33,63 млн (2012 рік) |
| Ріст ВВП                               | 3,91 % (2012 рік) |
| ВВП на душу населення                  | $29,200 (2012 рік) |
| ВВП по секторам                        | Сільське господарство-0,4 %, промисловість-51,3 %, сфера послуг-48,4 %(2012рік)                                                                           |
| Інфляція(Індекс споживчих цін)         | 2,8 % (2012) |
| Трудові ресурси                        | 705 900 |
| Структура зайнятості трудових ресурсів | Сільське господарство-1 %, промисловість-79 %, сфера послуг — 20 %(1997)                                                                                  |
| Головні галузі                         | Видобуток та переробка нафти, виплавка алюмінію, заліза, виробництво мінеральних добрив, страхування, судноремонтна галузь, банківська діяльність, туризм |
| Експорт                                | $21,4 млн(2012) |
| Основні експортні товари               | Нафта, нафтопродукти, алюміній, текстиль |
| Головні експортні партнери             | СА −3 %, Індія-2 %, ОАЕ-2 %, Південна Корея — 1,9 %(2012)                                                                                                 |
| Імпорт                                 | $15,7 млн(2012) |
| Основні імпортні товари                | Сира(необроблена) нафта, машинобудівна продукція(устаткування), товари хімічної галузі                                                                    |
| Головні імпортні партнери              | СА-26,8 %, США-9,7 % ,Китай-9,6 %, Японія-6,4 %,Індія-4,9 %,Франція-4,7 %(2012)                                                                           |
| Державний борг                         | $27,12 млн(2012) |
| Надходження                            | $8,37 млн(2012) |
| Витрати                                | $8,67 млн (2012) |
| Кредитні рейтинги                      | BBB (Внутрішній) BBB (Зовнішній) BBB (оцінкаТ&C) (Standard & Poor's)                                                                                      |